# Ammoecioides facetus
Ammoecioides facetus är en skalbaggsart som beskrevs av Bordat 1999. Ammoecioides facetus ingår i släktet Ammoecioides och familjen Aphodiidae. Inga underarter finns listade i Catalogue of Life.